# Amphipyra svenssoni
Amphipyra svenssoni là một loài bướm đêm trong họ Noctuidae.